# Believe Me (песня Юлии Савичевой)
«Believe Me» (с англ. — «Поверь мне») ― песня российской певицы Юлии Савичевой. Она была исполнена ею на конкурсе песни Евровидение-2004 в Стамбуле. Текст и музыку написали Максим Фадеев и Бренда Лоринг. Поскольку Россия попала в топ-10 в конкурсе Евровидение-2003, песня была предварительно квалифицирована в финал. В финале Савичева выступила под номером 14, после бельгийской певицы Ксанди. На момент закрытия голосования она получила 67 баллов, заняв 11-е место.

## Чарты

### Еженедельные чарты
| Чарт (2004)                    | Высшая позиция |
| ------------------------------ | -------------- |
| СНГ (TopHit)                   | 22             |
| Europe (Official Top 100)      | 48             |
| Russia Airplay (Russia Top 20) | 1              |